# Vellefaux
Vellefaux est une commune française située dans le département de la Haute-Saône, la région culturelle et historique de Franche-Comté et la région administrative Bourgogne-Franche-Comté.

## Géographie

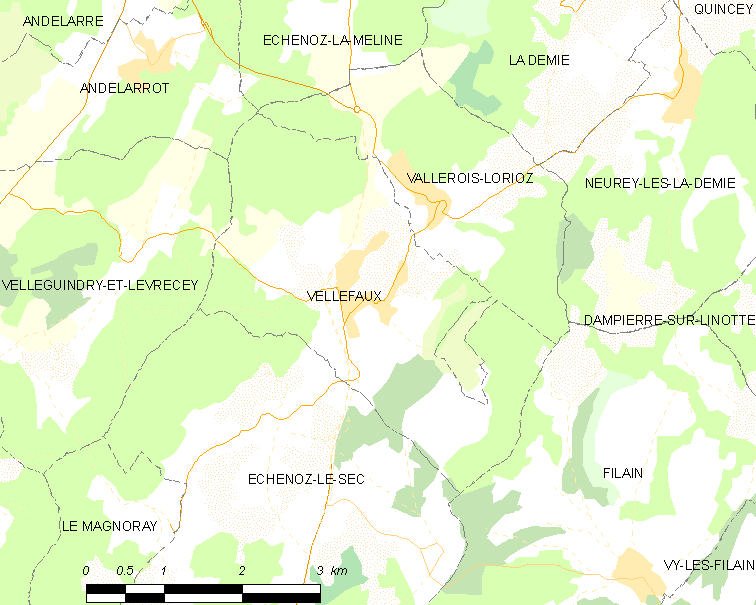
Situation de Vellefaux.

### Transport
La commune est traversée par la N 57E 23 en double voie. Elle y est reliée par la  44.

### Géologie
Les sous-sol de la commune font partie du Réseau de cavités à rhinolophes de Vesoul. La commune de Vellefaux possède une cavité naturelle sous les terres de son territoire. La mine de Vellefaux abrite de nombreux rhinolophes de différentes espèces, qui y hibernent.

### Climat
Pour des articles plus généraux, voir Climat de la Bourgogne-Franche-Comté et Climat de la Haute-Saône.
En 2010, le climat de la commune est de type climat des marges montargnardes, selon une étude du Centre national de la recherche scientifique s'appuyant sur une série de données couvrant la période 1971-2000. En 2020, Météo-France publie une typologie des climats de la France métropolitaine dans laquelle la commune est exposée à un climat semi-continental et est dans la région climatique  Lorraine, plateau de Langres, Morvan, caractérisée par un hiver rude (1,5 °C), des vents modérés et des brouillards fréquents en automne et hiver. 
Pour la période 1971-2000, la température annuelle moyenne est de 10 °C, avec une amplitude thermique annuelle de 17,2 °C. Le cumul annuel moyen de précipitations est de 1 069 mm, avec 12,9 jours de précipitations en janvier et 9,9 jours en juillet. Pour la période 1991-2020, la température moyenne annuelle observée sur la station météorologique de Météo-France la plus proche, « Vesoul Ville », sur la commune de Vesoul à 8 km à vol d'oiseau, est de 11,5 °C et le cumul annuel moyen de précipitations est de 1 007,7 mm. 
La température maximale relevée sur cette station est de 40,5 °C, atteinte le 25 juillet 2019 ; la température minimale est de −22,2 °C, atteinte le 16 janvier 1966,,. 
Les paramètres climatiques de la commune ont été estimés pour le milieu du siècle (2041-2070) selon différents scénarios d'émission de gaz à effet de serre à partir des nouvelles projections climatiques de référence DRIAS-2020. Ils sont consultables sur un site dédié publié par Météo-France en novembre 2022.

## Urbanisme

### Typologie
Au 1er janvier 2024, Vellefaux est catégorisée commune rurale à habitat dispersé, selon la nouvelle grille communale de densité à sept niveaux définie par l'Insee en 2022.
Elle est située hors unité urbaine. Par ailleurs la commune fait partie de l'aire d'attraction de Vesoul, dont elle est une commune de la couronne,. Cette aire, qui regroupe 158 communes, est catégorisée dans les aires de 50 000 à moins de 200 000 habitants,.

### Occupation des sols
L'occupation des sols de la commune, telle qu'elle ressort de la base de données européenne d’occupation biophysique des sols Corine Land Cover (CLC), est marquée par l'importance des forêts et milieux semi-naturels (48,6 % en 2018), une proportion sensiblement équivalente à celle de 1990 (48,7 %). La répartition détaillée en 2018 est la suivante : 
forêts (46,7 %), zones agricoles hétérogènes (31,6 %), prairies (8,6 %), terres arables (6,5 %), zones urbanisées (4,7 %), milieux à végétation arbustive et/ou herbacée (1,9 %). L'évolution de l’occupation des sols de la commune et de ses infrastructures peut être observée sur les différentes représentations cartographiques du territoire : la carte de Cassini (XVIIIe siècle), la carte d'état-major (1820-1866) et les cartes ou photos aériennes de l'IGN pour la période actuelle (1950 à aujourd'hui).

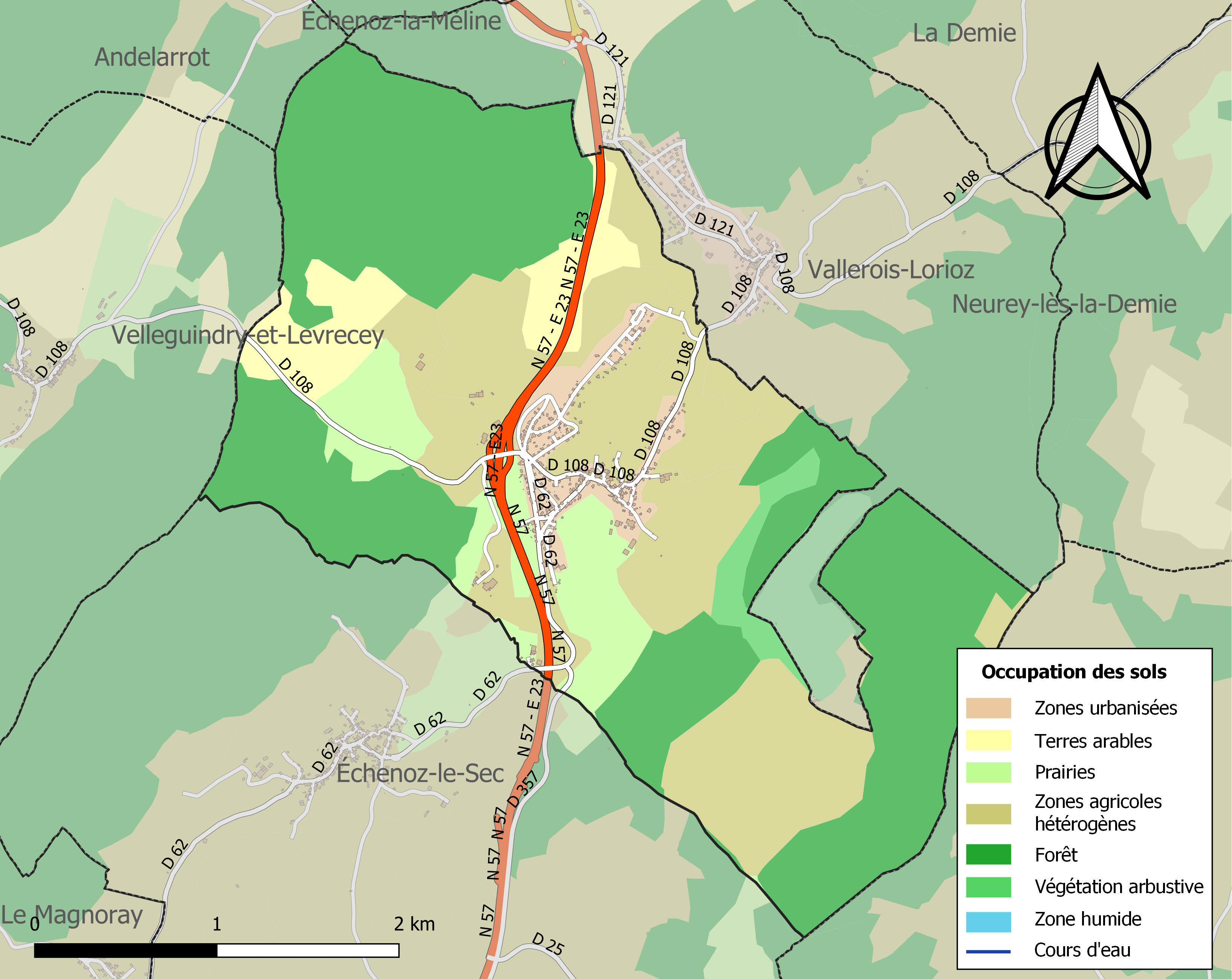
Carte des infrastructures et de l'occupation des sols de la commune en 2018 (CLC).

## Histoire
Vellefaux existe depuis l'époque gallo-romaine : le village se trouvait alors sur la voie romaine reliant Besançon (Vesontio) à Luxeuil-les-Bains (Luxovium). Au XIe siècle, les seigneurs de Vellefaux soutiennent le monastère de Luxeuil-les-Bains. Jean de Vellefaux, Guillaume de Vellefaux (1139) et Hugues de Vellefaux (1302) sont mentionnés dans des documents, parmi les plus anciens documents linguistiques galloromans. Hugues de Vellefaux était marié à Mahaut d'Arbois, petite-nièce de Louis IX (1214-1270). En 1475 Marguerite de Vellefaux, l'héritière du fief, épouse Antoine de Grammont-Fallon, dont la pierre tombale est encore visible dans le jardin du presbytère.
En 1586, le village est touché par la peste. Pendant la guerre de Trente Ans, les troupes suédoises pillent Velefaux en 1636. 

## Héraldique
|  | Les armes de la commune se blasonnent ainsi : de gueules à la fasce d’argent frettée de sable, surmontée de trois bustes de reines habitées d’argent et couronnées d’or à l’antique. |

## Politique et administration

### Rattachements administratifs et électoraux
La commune fait partie de l'arrondissement de Vesoul du département de la Haute-Saône,  en région Bourgogne-Franche-Comté. Pour l'élection des députés, elle dépend de la deuxième circonscription de la Haute-Saône.
Vellefaux fait partie depuis 1801 du canton de Montbozon. Dans le cadre du redécoupage cantonal de 2014 en France, la commune est rattachée au canton de Rioz.

### Intercommunalité
Vellefaux était membre de la Communauté de communes du Chanois, créée le 29 décembre 2000.
Dans le cadre de la mise en œuvre du schéma départemental de coopération intercommunale approuvé en décembre 2011 par le préfet de Haute-Saône, et qui prévoit notamment la fusion la fusion des communautés de communes du Pays de Montbozon et du Chanois, afin de former une nouvelle structure regroupant 27 communes et environ 6 500 habitants, la commune est membre depuis le 1er janvier 2014 de la communauté de communes du Pays de Montbozon et du Chanois.

### Liste des maires
| Période                                  | Période                | Identité         | Étiquette | Qualité                                         |
| ---------------------------------------- | ---------------------- | ---------------- | --------- | ----------------------------------------------- |
| Les données manquantes sont à compléter. |                        |                  |           |                                                 |
| mars 2001                                | 2008                   | Bernard Garret   |           | Agriculteur                                     |
| mars 2008                                | 2014                   | Francis Paquelet |           |                                                 |
| mars 2014                                | 2020                   | Joël Chenut      | SE        | Maître ouvrier principal en lycée professionnel |
| mars 2020                                | 2026 (mandat en cours) | Didier Vitrey    |           |                                                 |

## Démographie
L'évolution du nombre d'habitants est connue à travers les recensements de la population effectués dans la commune depuis 1793. Pour les communes de moins de 10 000 habitants, une enquête de recensement portant sur toute la population est réalisée tous les cinq ans, les populations de référence des années intermédiaires étant quant à elles estimées par interpolation ou extrapolation. Pour la commune, le premier recensement exhaustif entrant dans le cadre du nouveau dispositif a été réalisé en 2008.

En 2022, la commune comptait 533 habitants, en évolution de +8,78 % par rapport à 2016 (Haute-Saône : −1,4 %, France hors Mayotte : +2,11 %).
| 1793 | 1800 | 1806 | 1821 | 1831 | 1836 | 1841 | 1846 | 1851 |
| ---- | ---- | ---- | ---- | ---- | ---- | ---- | ---- | ---- |
| 392  | 415  | 433  | 411  | 471  | 498  | 500  | 519  | 494  |

| 1856 | 1861 | 1866 | 1872 | 1876 | 1881 | 1886 | 1891 | 1896 |
| ---- | ---- | ---- | ---- | ---- | ---- | ---- | ---- | ---- |
| 492  | 476  | 465  | 431  | 375  | 365  | 352  | 346  | 330  |

| 1901 | 1906 | 1911 | 1921 | 1926 | 1931 | 1936 | 1946 | 1954 |
| ---- | ---- | ---- | ---- | ---- | ---- | ---- | ---- | ---- |
| 314  | 294  | 284  | 230  | 225  | 214  | 233  | 235  | 260  |

| 1962 | 1968 | 1975 | 1982 | 1990 | 1999 | 2006 | 2008 | 2013 |
| ---- | ---- | ---- | ---- | ---- | ---- | ---- | ---- | ---- |
| 262  | 275  | 350  | 423  | 487  | 480  | 471  | 469  | 482  |

| 2018 | 2022 | - | - | - | - | - | - | - |
| ---- | ---- | - | - | - | - | - | - | - |
| 507  | 533  | - | - | - | - | - | - | - |

## Lieux et monuments
- L'église Saint-Léger avec son clocher comtois.
- Le château de Vellefaux.
- La colline Sainte-Anne avec sa chapelle dont le bâtiment se trouve sur la commune de Vallerois-Lorioz
- Le moulin brulé
- La Cabane des Roussel
- École de Vellefaux

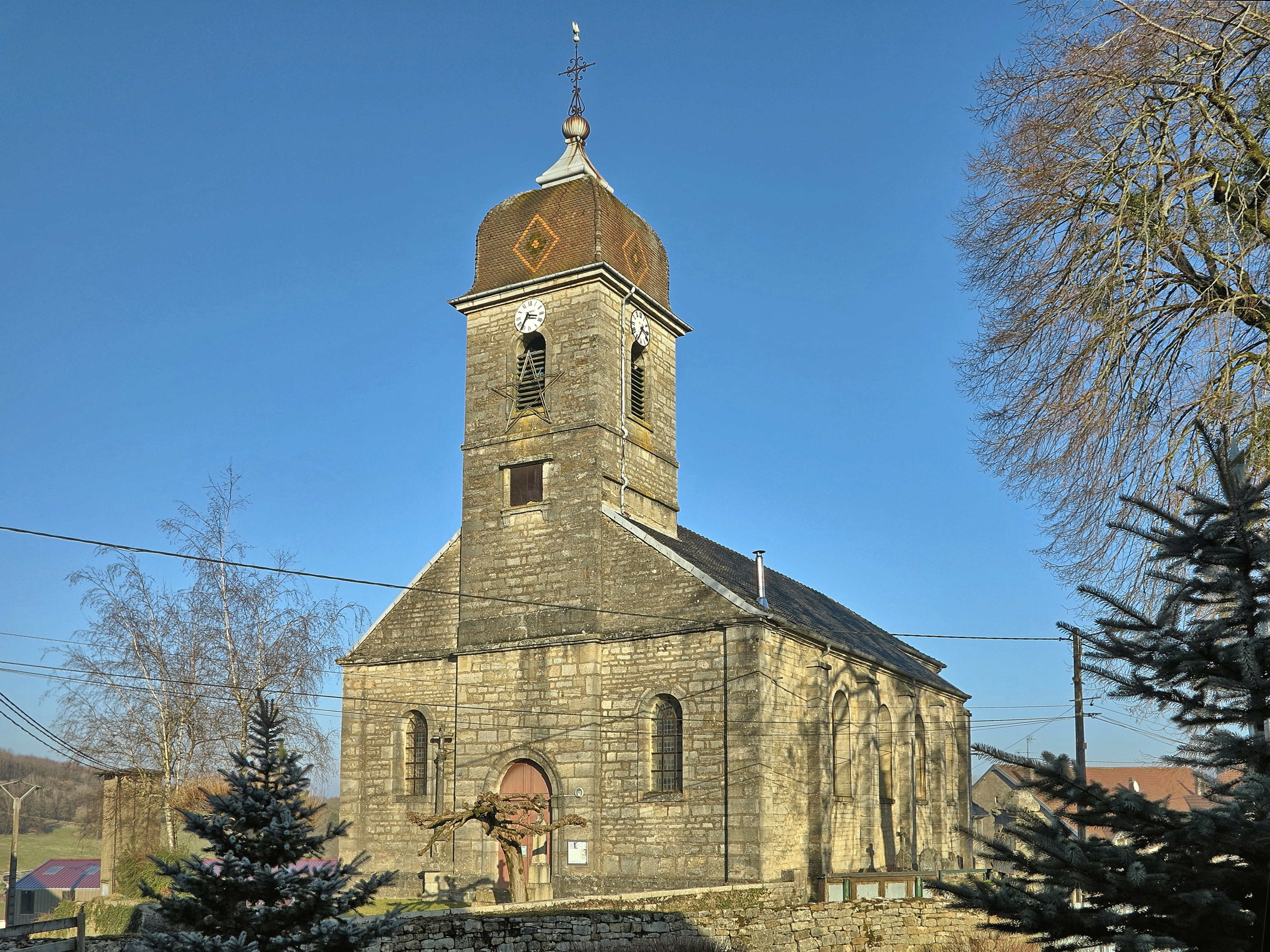
L'église
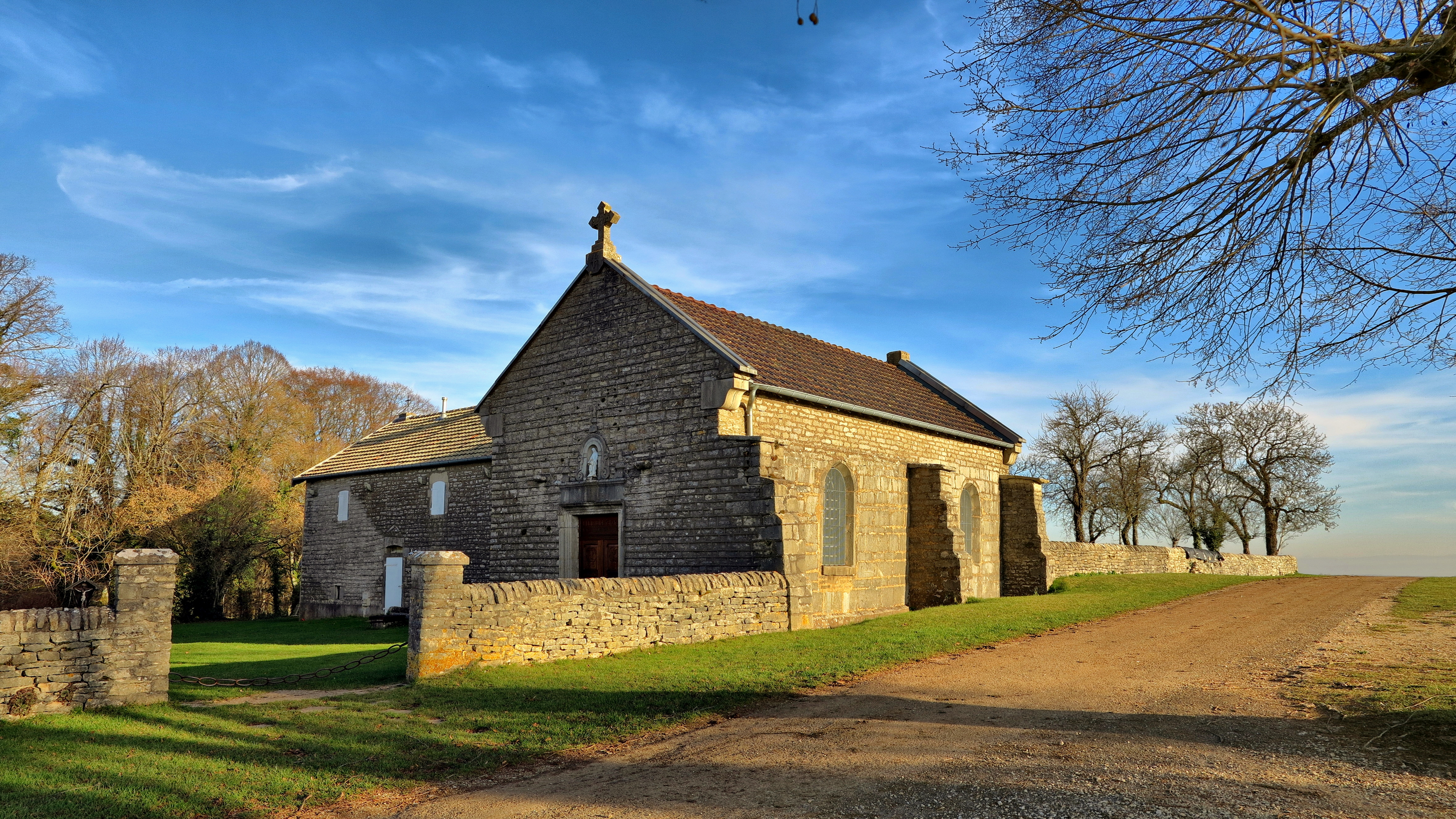
La chapelle Sainte-Anne
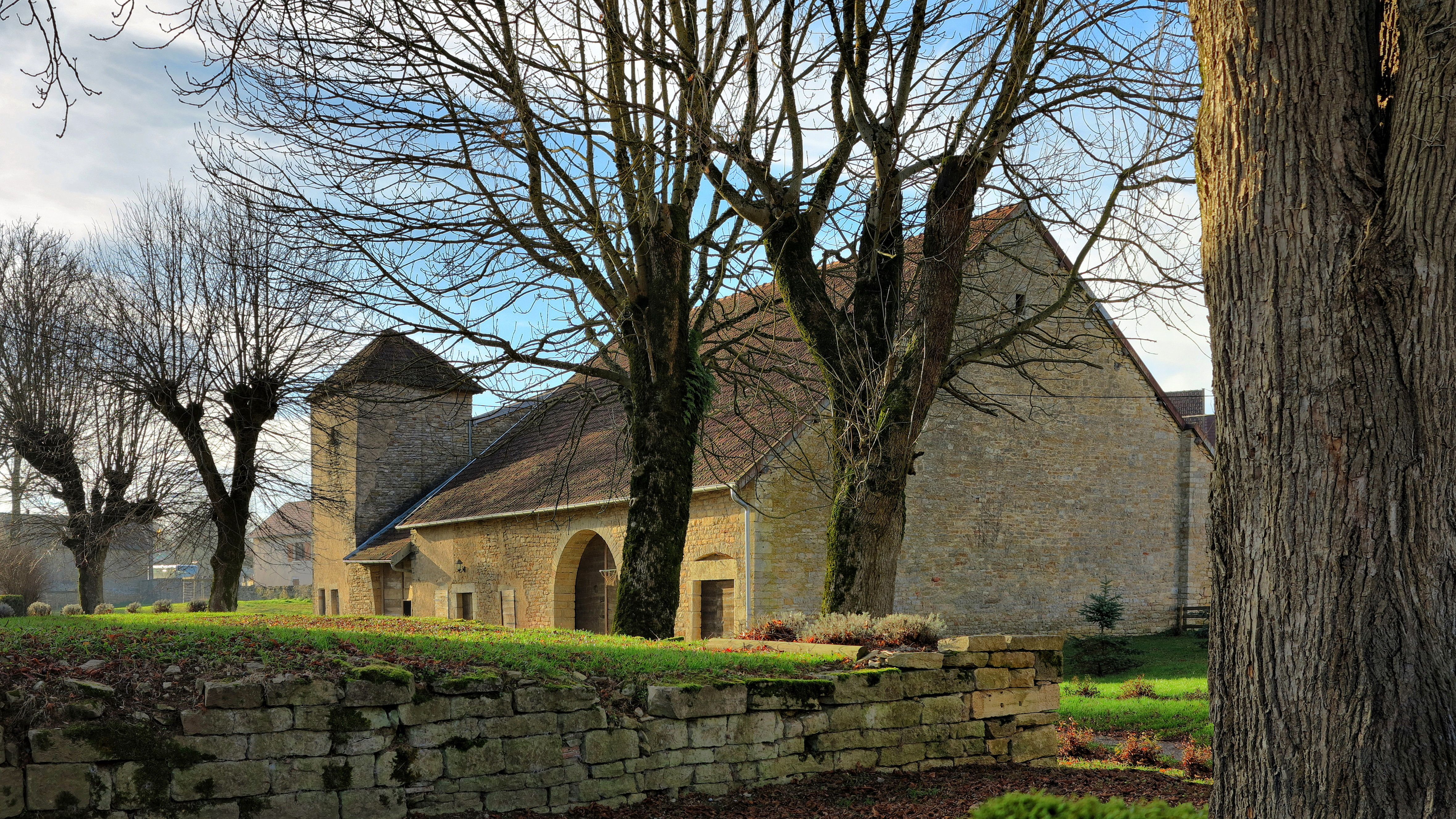
Le château

## Personnalités liées à la commune
Le maréchal Hubert Lyautey est issu d'une famille de militaires franc-comtois (commune de Vellefaux).